# Aérodrome de Pondok Cabe
L'aérodrome de Pondok Cabe (code AITA : PCB, code OACI : WIHP) est situé dans la commune de Ciputat, dans la province de Java occidental juste au sud de la limite avec le territoire de Jakarta, la capitale de l'Indonésie. Il appartient à la société pétrolière d'Etat Pertamina.
Pondok Cabe est à la fois un aérodrome civil, utilisé comme base par la compagnie Pelita Air, et militaire, utilisé comme base par l'aviation légère de l'armée de terre indonésienne.
La compagnie aérienne nationale Garuda Indonesia projette de commencer à exploiter des vols commerciaux depuis Pondok Cabe en février ou mars 2016. Les appareils seront des ATR 72-600, dont la compagnie possède déjà 11 unités et dont elle prendra livraison de 9 autres en 2016. Les destinations seront situées à Java, Sumatra du Sud et Kalimantan du Sud. Garuda commencera avec 8 villes.

## Compagnies et destinations
| Compagnies         | Destinations                       |
| ------------------ | ---------------------------------- |
| EastIndo           | Charter : Pekanbaru (Simpang Tiga) |
| Pelita Air Service | Charter : Dumai                    |

Édité le 14/04/2018

## Autres aéroports et aérodromes de Jakarta
- Aéroport international Soekarno-Hatta
- Aéroport Halim Perdanakusuma
- Aérodrome de Curug (école de pilotage)